# ハワード・ウォーレス・ポロック
ハワード・ウォーレス・ポロック（英語: Howard Wallace Pollock, 1920年4月11日 – 2011年1月9日）は、アメリカ合衆国の政治家、アラスカ州選出のアメリカ合衆国下院議員(通算2期)。所属政党は共和党。

## 経歴・人物
1920年、イリノイ州シカゴで生まれたポロックは、ルイジアナ州ニューオーリンズで幼少期を過ごし、ミシシッピ州の高校に通った。1941年、パーキンストン短期大学を卒業後、アメリカ海軍に入隊。第二次世界大戦中の1944年、訓練中の手榴弾事故で右前腕を失い、1946年に退役した。最終階級は少佐。退役後、ヒューストン大学で法務博士 (専門職)、マサチューセッツ工科大学で博士号 (理学)をそれぞれ取得した。
ヒューストン大学在学中にアラスカ準州議会議員を1期(1953年 - 1955年)務めていた。1960年選挙でアラスカ州上院議員に当選。1962年選挙でアラスカ州知事選挙に鞍替え出馬したが、共和党予備選の段階で落選した。1964年、再び州上院議員選挙に出馬。無事当選を果たし、州上院では少数党院内幹事(Whip)を務めた。
1966年、アメリカ下院議員選挙に共和党から出馬し、初当選を果たし、2期連続で下院議員を務めた。
政界引退後は、ニクソン大統領によってアメリカ海洋大気庁の副所長に任命され、その後1971年からの12年間、国際連合海洋法会議のアメリカ代表団を務めた。
1983年、公務員を引退したポロックは全米ライフル協会の会長に就任。2年間会長を務めた後、経営コンサルタントやロビイストなどとして活動した。
2011年、カリフォルニア州コロナドで死去。